# كفر المنشي القبلي (المنوفية)
كفر المنشي القبلي إحدى قرى مركز قويسنا التابع لمحافظة المنوفية في جمهورية مصر العربية.

## السكان
بلغ عدد سكان كفر المنشي القبلي 4,208 نسمة، حسب الإحصاء الرسمي لعام 2006.